# Le Petit cheval
Le Petit cheval est une gravure sur cuivre au burin datée de 1505, de l'artiste de la Renaissance allemande Albrecht Dürer (1471-1528).

## Contexte historique
Les études relatives aux proportions du cheval s'inscrivent dans le contexte plus large des réflexions menées autour du canon des proportions corporelles, qui s'intensifient, dans la seconde moitié du XVe siècle, avec le renouveau des études de Vitruve. Le sujet est suffisamment important pour que la veuve de Dürer, Agnes Dürer, entreprenne de protéger la propriété intellectuelle de son mari en dénonçant le pillage opéré par Hans Sebald Beham avec la publication de son Rossbüchlein peu après la mort de l'artiste.

## Sources
Le Petit cheval, daté de 1505, comme Le Grand cheval, est fondé sur des études menées en 1503, année identifiée par Erwin Panofsky comme décisive pour les relations entretenues entre l'art de Léonard de Vinci et celui de Dürer, et pour le développement de ce dernier d'une méthode d'analyse des proportions des corps. Léonard s'était confronté à ces enjeux lorsqu'il conçut le monument équestre de Francesco Sforza dans les années 1483-1493, œuvre pour laquelle il s'inspira sûrement des modèles antiques. Il semble que Léonard ait pu avoir pour modèle les prestigieux spécimens de l'écurie de Galeazzo Sanseverino, condottiere au service de Ludovic Sforza. Une étude de Léonard pour la jambe avant gauche d'un cheval (Windsor (Royaume-Uni), Royal Collection) porte ainsi l'inscription « Ciciliano di messer Galazzo ». Le rôle de Sanseverino, invité par Willibald Pirckheimer à Nuremberg en juin 1502, a pu jouer dans la transmission de ces motifs à Dürer.

## Analyse

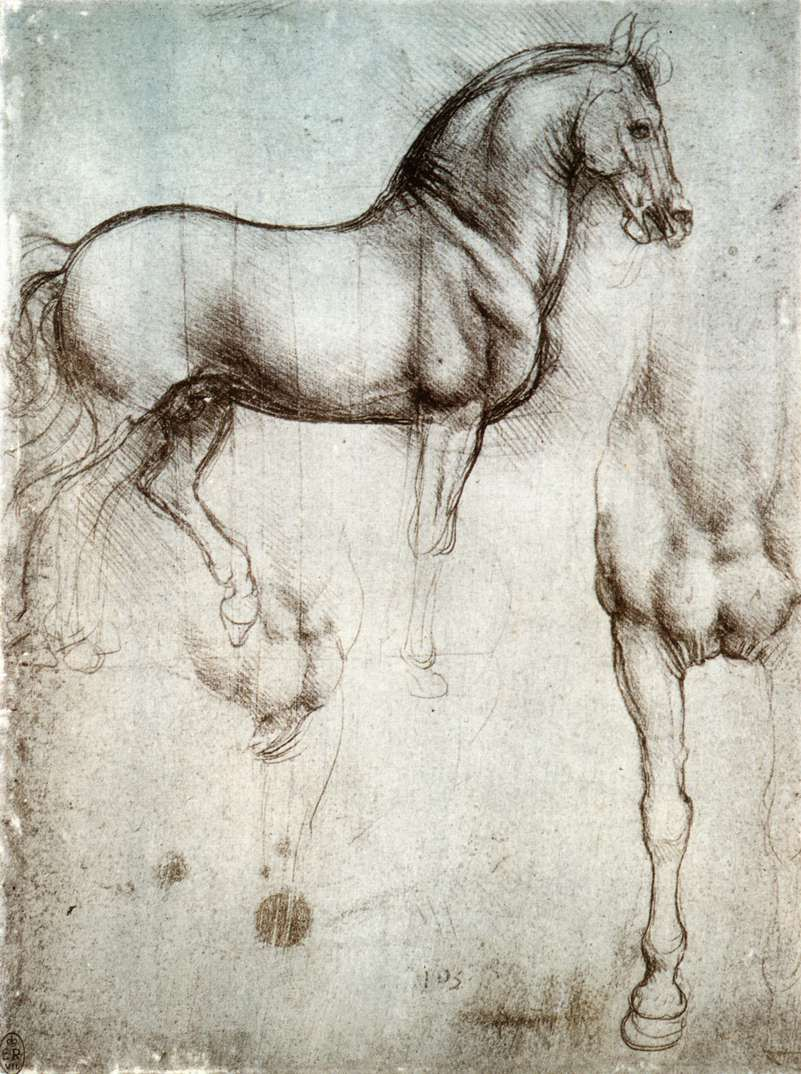
Léonard de Vinci, Étude de chevaux (vers 1490).

L'influence des études de Léonard est particulièrement manifeste dans les dessins et gravures de chevaux et cavaliers les plus célèbres de Dürer, comme Le Chevalier, la Mort et le Diable.
Le dessin conservé au Musée Wallraf Richartz de Cologne témoigne de sa connaissance de la gravure de Giovanni Antonio da Brescia d'après Léonard de Vinci Cheval se dirigeant vers la gauche (vers 1485-1500), même si Dürer introduit quelques variantes, notamment au niveau des deux jambes du cheval. L'inclinaison de la tête, la démarche et la monumentalité du corps de l'animal qui se détache sur un fond sombre, rendu dans la gravure par des hachures de style mantégnesque, sont par contre identiques.